# 中島健人
中島 健人（なかじま けんと、1994年〈平成6年〉3月13日 - ）は、日本のアイドル、歌手、俳優、タレント。男性アイドルグループ・Sexy Zoneの元メンバー。愛称はケンティー、ケンティ。ファンネームは「U:nity」（読み：ユニティー）。
東京都出身。STARTO ENTERTAINMENT所属。所属音楽レーベルはソニーミュージックレーベルズ。

## 来歴
小学6年生の時、修二と彰（亀梨和也と山下智久）の『青春アミーゴ』を聴き、初めてジャニーズに興味を持つ。
Hey!Say!JUMPの山田涼介に憧れて自ら履歴書を送り、オーディションを受けて中学3年時の2008年4月、ジャニーズ事務所に入所。同年10月、『スクラップ・ティーチャー〜教師再生〜』で連続ドラマ初出演を果たす。同ドラマ出演のジャニーズJr.3人で結成されたユニット・B.I.Shadowとしても活動を開始。
2009年6月4日、中山優馬 w/B.I.Shadowの結成とともにCDデビューが発表され、7日にはさらに山田涼介・知念侑李を加えたNYC boysが結成された。『女子バレーボールワールドグランプリ2009』のスペシャルサポーターに就任する。同年7月15日、中山優馬w/B.I.Shadow並びにNYC boysの一員として両A面シングル『悪魔な恋/NYC』でCDデビュー。この年の大晦日には、NYC Boysの一員として第60回NHK紅白歌合戦に初出場する。
2011年、雑誌『Myojo』の投票企画『第17回 あなたが選ぶJr.大賞』で1位を受賞。2年連続の1位となる。
2011年9月29日、Sexy Zoneの結成と同時にCDデビューが発表され、11月16日にデビューシングル『Sexy Zone』をリリース。平均年齢14.4歳でジャニーズのグループ史上最年少デビューを果たす。メンバー最年長の中島は当時17歳だった。
2012年2月27日、明治学院大学社会学部にAO入試で合格したことを発表し、大学に進学。
2013年4月、連続ドラマ『BAD BOYS J』で連続ドラマ初主演。11月9日、映画『劇場版BAD BOYS J 〜最後に守るもの〜』で映画初主演。
2013年7月より、自身の初冠番組となる恋愛シチュエーションバラエティ番組、『JMK 中島健人ラブホリ王子様』が全11回で放送される。
2015年8月、『Sexy Zone A.B.C-Z Summer Paradise in TDC』内で演出も手がけ、自身初のソロコンサートを行った
2016年2月27日、主演映画『黒崎くんの言いなりになんてならない』公開。中規模公開ながら公開初週の全国映画動員ランキングで1位を獲得。観客動員数100万人を突破するヒットとなった。
2017年3月、明治学院大学社会学部卒業。卒業時には同大学の朝日新聞全面広告に中島の写真とインタビュー記事が「自分の可能性を広げてくれた場所」というタイトルで掲載。明治学院大学の朝日新聞全面広告には2017年から2019年まで3年連続で中島が掲載された。
2018年10月、日本テレビ系『ドロ刑 -警視庁捜査三課-』でゴールデンプライム枠の連続ドラマ初主演。
2020年3月、日本テレビ系の4時間生放送番組『日テレ系音楽の祭典 Premium Music 2020』にて初の音楽番組MCを平野紫耀（King & Prince）と務め、6月には同系テレビドラマ『未満警察 ミッドナイトランナー』で同じく平野紫耀とW主演を務めた。
2021年5月28日、主演する7月スタートのカンテレ・フジテレビ系連続ドラマ『彼女はキレイだった』（毎週火曜 後9：00）で演じる長谷部宗介（はせべ・そうすけ）の名前で公式インスタグラムを開設した。
2022年にはエミー賞受賞歴もあるフランク・ドルジャーがショーランナー兼製作総指揮を務める大型国際ドラマ『Concordia（コンコルディア）』（2024年世界同時放送/配信予定）にメインキャストとして出演することが発表され、イタリアでの撮影に参加。待望の海外ドラマデビューを果たした。
2023年3月9日、かねてからの念願であった個人Instagramを開設し、自身の29歳の誕生日である2023年3月13日に仕事で滞在していたロサンゼルスから初投稿とライブ配信を実施した。また、YOASOBIの歌う「アイドル」のダンスカバー動画を披露した際は、投稿から14時間で20万いいねを獲得し、YOASOBI公式アカウントがコメントを寄せるなど話題となった。
2024年1月8日、同年3月31日付でSexy Zoneを卒業することがSMILE-UP.の公式サイトにて発表された。なお所属事務所には引き続き残ると発表された。
2024年3月31日にグループを卒業。翌4月1日にファンクラブ『I AM:U』の設立を発表した。
同年6月30日、テレビアニメ『【推しの子】第2期』のオープニング主題歌「ファタール」を担当したGEMN（読み：ジェム）の正体が、中島とキタニタツヤのユニットであることが発表される。同ユニットで8月4日に『ROCK IN JAPAN FESTIVAL 2024』に出演し、初のフェス出演も果たした。
同年10月17日にオフィシャルYouTubeとTikTokを開設。自身初となるソロ1stアルバム『N / bias』（ノンバイアス）を同年12月25日に発売し、ソニー・ミュージックからソロデビュー。翌年2025年1月17日から19日の3日間にわたってワンマンライブを有明アリーナで開催した。
31歳の誕生日を迎えた2025年3月13日、中国のSNSであるWeibo（微博）、bilibili（ビリビリ）、RedNote（レッドノート）の3アカウントを開設。

## 人物
他のジャニーズタレントも赤面し、皆が「あいつはすごい」と感心するほどの振り切った「王子様キャラ」を貫いており、キメ台詞は「セクシーサンキュー」。2013年の取材中に初めて使い、事務所社長のジャニー喜多川だけが笑ってくれたことをきっかけに言い続けるようになり、他の芸能人が中島になりきる時にも使用されるほど浸透している。自身の初冠番組も『JMK 中島健人ラブホリ王子様』と名付けられた。
小学2年生の時に、両親の勧めでピアノを習い始める。ジャニーズ事務所のオーディションでは、社長のジャニー喜多川からピアノをリクエストされてとっさに『モルダウの流れ』を弾き、「ユーは、練習すればもっとうまくなるよ」と言われて、ジャニーズ入りが決まった。2012年2月のSexy Zoneのコンサートで「Sexy Zone」や「らいおんハート」、「ひとりぼっちのハブラシ」などのメドレーを弾いた他、映画『黒崎くんの言いなりになんてならない』や『心が叫びたがってるんだ。』、ドラマ『砂の器』でもピアノ演奏を披露している。
「健人」という名前は映画『スーパーマン』の主役であるクラーク・ケントからとられた。両親が洋画好きだった影響もあり、自身も劇場に行って1日3本観ることもある程の映画好きである。2020年に米・ロサンゼルスのドルビー・シアターで開催された映画の祭典『第95回アカデミー賞授賞式』ではWOWOWでの生中継のスペシャルゲストとして出演し、流暢な英語と映画愛あふれる熱のこもった現地リポートで、監督賞を受賞したポン・ジュノや主演女優賞を獲得したレニー・ゼルウィガーをはじめとするハリウッドスターへのインタビューに成功し、大きな話題となった。2021年からはWOWOWで映画情報番組『中島健人の今、映画について知りたいコト。』の単独MCを担当し、クリストファー・ノーランやクロエ・ジャオ、是枝裕和などの著名な監督への英語を交えてのインタビューを行っている。また、『第93回アカデミー賞授賞式』（WOWOW）、『第94回アカデミー賞授賞式』（WOWOW）は新型コロナウイルス感染拡大の影響で渡航が叶わず、日本のスタジオからの参加となったが、2023年の『第95回アカデミー賞授賞式』は念願叶って、3年ぶりにレッドカーペットから中継で出演した。
理想の女性にZARDの坂井泉水を挙げており、女性にカラオケで歌ってほしい曲に「息もできない」を挙げている。
同じ事務所では重岡大毅や岩本照と特に仲が良く、Twitterライブを行ったり、Instagramに写真を載せたりしている。その他、菅田将暉、粗品、赤楚衛二らと交流がある。
フィリピン人女優であるLiza Soberanoとの会話の中で、自身がフィリピンと日本のハーフであることを明かしている。

## 受賞歴
- 第30回 TVLIFE 年間ドラマ大賞2020 主演男優賞（『未満警察 ミッドナイトランナー』）[70]
- TVstation ドラマ大賞 2020 主演男優賞（『未満警察 ミッドナイトランナー』）[71]
- MTV VMAJ『Best Trending Video（最優秀トレンドビデオ賞）』（「ファタール」 - GEMN）[72]
- 微博文化交流ナイト2025 『Weibo日本年度 最優秀ライジングスター賞』[73]
- ViVi「2025年上半期 ViVi国宝級イケメンランキング」ADULT部門1位[74]

## 作品
レーベルはSony Music Labels。

### シングル

#### CDシングル
順位はオリコンチャートのウィークリー合算シングルランキングでの最高順位を示す。
|     | 発売日        | タイトル                      | 形態       | 形態           | 規格品盤        | 順位 |
| --- | ------------- | ----------------------------- | ---------- | -------------- | --------------- | ---- |
| 1st | 2024年10月2日 | ヒトゴト feat. Kento Nakajima | CD+Blu-ray | 初回生産限定盤 | SECN-1511〜1512 | 5位  |
| 1st | 2024年10月2日 | ヒトゴト feat. Kento Nakajima | CD+DVD     | 初回生産限定盤 | SECN-1513〜1514 | 5位  |
| 1st | 2024年10月2日 | ヒトゴト feat. Kento Nakajima | CD         | 通常盤         | SECN-1510       | 5位  |

|     | 発売日        | タイトル | 形態       | 形態        | 規格品盤    | 順位 |
| --- | ------------- | -------- | ---------- | ----------- | ----------- | ---- |
| 1st | 2025年5月21日 | MONTAGE  | CD+Blu-ray | 初回限定盤A | SECN-12〜13 | 2位  |
| 1st | 2025年5月21日 | MONTAGE  | CD+DVD     | 初回限定盤A | SECN-14〜15 | 2位  |
| 1st | 2025年5月21日 | MONTAGE  | CD+Blu-ray | 初回限定盤B | SECN-16〜17 | 2位  |
| 1st | 2025年5月21日 | MONTAGE  | CD+DVD     | 初回限定盤B | SECN-18〜19 | 2位  |
| 1st | 2025年5月21日 | MONTAGE  | CD         | 通常盤      | SECN-20     | 2位  |

#### 配信限定シングル
|     | リリース日     | タイトル                      | 販売形態                     |
| --- | -------------- | ----------------------------- | ---------------------------- |
| 1st | 2024年07月26日 | ヒトゴト feat. Kento Nakajima | ダウンロード・ストリーミング |
| 2nd | 2024年08月10日 | ヒトゴト for ヌーヌー         | ダウンロード・ストリーミング |
| 3rd | 2024年08月24日 | ヒトゴト for 黒川大樹         | ダウンロード・ストリーミング |
| 4th | 2024年08月31日 | ヒトゴト for 加賀見灯         | ダウンロード・ストリーミング |
| 5th | 2024年09月7日  | ヒトゴト for 西村親子         | ダウンロード・ストリーミング |

### アルバム
順位はオリコンチャートのウィークリー合算アルバムランキングでの最高順位を示す。
|     | 発売日         | タイトル | 形態                 | 形態        | 規格品盤        | 順位 |
| --- | -------------- | -------- | -------------------- | ----------- | --------------- | ---- |
| 1st | 2024年12月25日 | N / bias | CD+Blu-ray+PHOTOBOOK | 初回限定盤A | SECN-0001〜0003 | 3位  |
| 1st | 2024年12月25日 | N / bias | CD+DVD+PHOTOBOOK     | 初回限定盤A | SECN-0004〜0006 | 3位  |
| 1st | 2024年12月25日 | N / bias | CD+Blu-ray           | 初回限定盤B | SECN-0007〜8    | 3位  |
| 1st | 2024年12月25日 | N / bias | CD+DVD               | 初回限定盤B | SECN-0009〜10   | 3位  |
| 1st | 2024年12月25日 | N / bias | CD                   | 通常盤      | SECN-0011       | 3位  |

### 映像作品
|     | 発売日       | タイトル                                | 形態     | 形態       | 規格品番  |
| --- | ------------ | --------------------------------------- | -------- | ---------- | --------- |
| 1st | 2025年7月9日 | KENTO NAKAJIMA 1st Live 2025 "N / bias" | 2Blu-ray | 豪華限定盤 | SEXN-1〜2 |
| 1st | 2025年7月9日 | KENTO NAKAJIMA 1st Live 2025 "N / bias" | 2DVD     | 豪華限定盤 | SEBN-1〜2 |
| 1st | 2025年7月9日 | KENTO NAKAJIMA 1st Live 2025 "N / bias" | 2Blu-ray | 通常盤     | SEXN-3〜4 |
| 1st | 2025年7月9日 | KENTO NAKAJIMA 1st Live 2025 "N / bias" | 2DVD     | 通常盤     | SEBN-3〜4 |

### 参加作品
- GEMN「ファタール」（デジタルシングル・2024年7月4日） - キタニタツヤとのユニット[78][79]

### その他
| 曲名                      | 作詞     | 作曲                                 | JASRAC 作品コード | 名義                                 | 収録                                                                                         |
| ------------------------- | -------- | ------------------------------------ | ----------------- | ------------------------------------ | -------------------------------------------------------------------------------------------- |
| Teleportation             | MEG.ME   | Steven Lee,Drew Ryan Scott           | 1D8-6428-2        | Sexy Zone                            | アルバム『one Sexy Zone』 - 中島ソロ                                                         |
| CANDY〜Can U be my BABY〜 | 中島健人 | Samuel Waermo                        | 1E6-4649-1        | Sexy Zone                            | シングル『バィバィDuバィ〜See you again〜/A MY GIRL FRIEND』〈初回限定盤K〉 - 中島ソロ       |
| Love風                    | 中島健人 | MiNE,Atushi Shimada,Freadrik Samsson | 1G4-1747-3        | Sexy Zone 中島健人                   | シングル『男 never give up』〈初回限定盤K〉 - 中島ソロ                                       |
| Black Cinderella          | 中島健人 | Susumu Kawaguchi,Zak Waters          | 1H2-8284-9        | Sexy Zone 中島健人                   | アルバム『Sexy Power3』 - 中島ソロ                                                           |
| ディア ハイヒール         | 中島健人 | 森大輔                               | 207-7951-8        | Sexy Zone                            | アルバム『Sexy Power3』 - 中島ソロ                                                           |
| カレカノ!!                | 中島健人 | 中島健人                             | 210-8650-8        | 中島健人 Sexy Zone A.B.C-Z           | シングル『Cha-Cha-Cha チャンピオン』〈Sexy Zone Shop盤K〉 - 中島ソロ                         |
| 永遠のメリーゴーランド    | 中島健人 | 牧戸太郎                             | 195-9742-8        | 中島健人 Sexy Zone                   |                                                                                              |
| Forever L                 | 中島健人 | MiNE,Atushi Shimada                  | 212-7281-6        | 中島健人 Sexy Zone                   | シングル『カラフル Eyes』〈初回限定盤B〉 - 中島ソロ                                          |
| Mr.Jealousy               | 中島健人 | mOnSteR nO.9,Jo Hee                  | 7C7-9146-6        | Sexy Zone 中島健人                   | アルバム『Welcome to Sexy Zone』 - 中島ソロ                                                  |
| Hey!! Summer Honey        | 中島健人 | 中島健人                             | 221-8259-4        | Sexy Zone 中島健人                   | ベストアルバム『Sexy Zone 5th Anniversary Best』〈初回限定盤B〉 - 中島ソロ                   |
| Mission                   | 中島健人 | Nicklas Eklund,Kevin Borg            | 1K9-6782-3        | Sexy Zone 中島健人                   | DVD&Blu-ray『Sexy Zone Presents Sexy Tour 2017〜STAGE』初回限定盤付きスペシャルCD - 中島ソロ |
| Because of 愛             | 中島健人 | 中島健人                             | 243-8688-0        | 中島健人 Sexy Zone                   | アルバム『PAGES』〈通常盤〉 - 中島ソロ                                                       |
| SHE IS...LOVE             | 中島健人 | 中島健人                             | 733-3846-0        | Sexy Zone 中島健人                   | アルバム『POP×STEP!?』〈通常盤〉 - 中島ソロ                                                  |
| Luv Manifesto             | S.K.Y    | 中島健人                             | 720-5923-1        | Sexy Zone 中島健人 マリウス葉 松島聡 | アルバム『XYZ=repainting』 - 中島健人&マリウス葉&松島聡                                      |
| ROSSO                     | 中島健人 | 浪岡真太郎                           | 284-7969-6        | Sexy Zone                            | アルバム『Chapter II』〈通常盤〉 - 中島ソロ                                                  |

### ミュージック・ビデオ
| タイトル                      | リンク     | 監督                                                    | 振付                                        | 初収録作品                    | 名義     | 公開日         |
| ----------------------------- | ---------- | ------------------------------------------------------- | ------------------------------------------- | ----------------------------- | -------- | -------------- |
| ファタール                    | [ 動画 1 ] | wooje kim                                               | ReiNa                                       | ファタール                    | GEMN     | 2024年7月5日   |
| ヒトゴト feat. Kento Nakajima | [ 動画 2 ] | YERD                                                    | Rena(Rht.) 【Assistant】Kaname Ota          | ヒトゴト feat. Kento Nakajima | HITOGOTO | 2024年8月16日  |
| ピカレスク                    | [ 動画 3 ] | Masaki Watanabe                                         | KAITA(RHT.) 【Assistant】Yume               | N / bias                      | 中島健人 | 2024年10月28日 |
| jealous                       | [ 動画 4 ] | Katsuki Kuoyanagi                                       | Rena(RHT.)                                  | N / bias                      | 中島健人 | 2024年12月3日  |
| THE CODE                      | [ 動画 5 ] | 五十嵐洸平                                              | KAZtheFIRE(Rht.) 【Assistant】Yume          | N / bias                      | 中島健人 | 2024年12月25日 |
| 迷夢                          | [ 動画 6 ] | YERD                                                    | ―                                           | N / bias                      | 中島健人 | 2025年1月16日  |
| MONTAGE                       | [ 動画 7 ] | YERD                                                    | KAZtheFIRE(Rht.) 【Assistant】Yastaka・Yume | MONTAGE                       | 中島健人 | 2025年4月11日  |
| 碧暦                          | [ 動画 8 ] | Akira Iwanaga(Creative director) Kentaro Wada(director) | choro                                       | MONTAGE                       | 中島健人 | 2025年5月21日  |
| JUST KENTY☆                   | [ 動画 9 ] | SacOkchang                                              | SACO MAKITA（槙田紗子）                     | MONTAGE                       | 中島健人 | 2025年7月16日  |

## タイアップ
| タイトル                     | タイアップ                                                                                                |
| ---------------------------- | --- |
| ファタール                   | 【推しの子】第2期 OP主題歌                                                                                |
| ヒトゴト feat.Kento Nakajima | テレビ東京系テレビドラマ『しょせん他人事ですから 〜とある弁護士の本音の仕事〜』第1話・第2話・第8話 主題歌 |
| ヒトゴト for ヌーヌー        | テレビ東京系テレビドラマ『しょせん他人事ですから 〜とある弁護士の本音の仕事〜』第3話・第4話 主題歌        |
| ヒトゴト for 黒川大樹        | テレビ東京系テレビドラマ『しょせん他人事ですから 〜とある弁護士の本音の仕事〜』第5話 主題歌               |
| ヒトゴト for 加賀見灯        | テレビ東京系テレビドラマ『しょせん他人事ですから 〜とある弁護士の本音の仕事〜』第6話 主題歌               |
| ヒトゴト for 西村親子        | テレビ東京系テレビドラマ『しょせん他人事ですから 〜とある弁護士の本音の仕事〜』第7話 主題歌               |
| THE CODE                     | Huluオリジナル『コンコルディア/Concordia』チアリングソング                                                |
| 迷夢                         | 日本テレビ『ぶらり途中下車の旅』2025年1−3月のエンディングテーマ曲                                         |
| MONTAGE                      | フジテレビ系アニメ『謎解きはディナーのあとで』オープニングテーマ                                          |
| 碧暦                         | 『HOKUSAI：ANOTHER STORY』とのコラボレーションソング                                                      |

## 出演
個人での活動のみ記載。グループでの活動についてはB.I.Shadow、中山優馬 w/B.I.Shadow、NYC boys#出演、timelesz#出演を参照。

### ドラマ
- スクラップ・ティーチャー〜教師再生〜（2008年10月11日 - 12月13日、日本テレビ） - 美濃部健人 役[91]
- SMAPがんばりますっ!! 誰も知らないSMAP物語（2009年1月31日、テレビ朝日） - 木村拓哉 役
- 恋して悪魔〜ヴァンパイア☆ボーイ〜（2009年7月7日 - 9月8日、関西テレビ） - 半田宏人 役
- チーム・バチスタ第2弾 ナイチンゲールの沈黙（2009年10月9日、関西テレビ） - 岡部巧 役
- 大切なことはすべて君が教えてくれた（2011年1月17日 - 3月28日、フジテレビ） - 児玉賢太郎 役
- 生まれる。（2011年4月22日 - 6月24日、TBS） - 林田浩二 役
- 家族のうた（2012年4月12日 - 6月3日、フジテレビ） - 坂上幸生 役[92][93]
- BAD BOYS J（2013年4月7日 - 6月23日、日本テレビ） - 主演・桐木司 役[94][95]
- 黒服物語（2014年10月24日 - 12月12日、テレビ朝日） - 主演・小川彰 役[96]
- 黒崎くんの言いなりになんてならない（2015年12月22日 - 23日、日本テレビ） - 主演・黒崎晴人 役[97]
- ほんとにあった怖い話・夏の特別編2016『押し入れが怖い』（2016年8月20日、フジテレビ） - 主演・柏木幹也 役 [98]
- ガードセンター24　広域警備指令室（2016年9月16日、日本テレビ） - 主演・篠宮守 役[99]
- 吾輩の部屋である 第9話（2017年11月14日、日本テレビ） - 大きな石 役（声の出演）[100]
- 24時間テレビドラマスペシャル『ヒーローを作った男〜石ノ森章太郎物語〜』（2018年8月25日、日本テレビ） - 主演・石ノ森章太郎 役[101]
- ドロ刑 -警視庁捜査三課-（2018年10月13日 - 12月15日、日本テレビ） - 主演・斑目勉 役[102]
- 砂の器（2019年3月28日、フジテレビ） - 和賀英良 役[103]
- 未満警察 ミッドナイトランナー（2020年6月27日 - 9月5日、日本テレビ） - 主演・本間快 役（平野紫耀（King & Prince）とのW主演）[104]
- 彼女はキレイだった（2021年7月6日 - 9月14日、カンテレ・フジテレビ） - 主演・長谷部宗介 役（小芝風花とのW主演）[105]
- シッコウ!!〜犬と私と執行官〜（2023年7月4日 - 9月12日、テレビ朝日） - 栗橋祐介 役[106][107]
- リビングの松永さん（2024年1月9日 - 3月26日、関西テレビ・フジテレビ） - 主演・松永純 役[108]
- しょせん他人事ですから 〜とある弁護士の本音の仕事（2024年7月19日 - 9月13日、テレビ東京） - 主演・保田理 役[109]
- コンコルディア/Concordia（2024年11月8日配信、日本ではHuluにて独占配信） - A.J.オオバ 役[110][111][注釈 1]

### 映画
- 劇場版BAD BOYS J 〜最後に守るもの〜（2013年11月9日公開、ショウゲート） - 主演・桐木司 役
- 銀の匙 Silver Spoon（2014年3月7日公開、東宝） - 主演・八軒勇吾 役[112]
- 黒崎くんの言いなりになんてならない（2016年2月27日公開、ショウゲート） - 主演・黒崎晴人 役[113][114]
- 心が叫びたがってるんだ。（2017年7月22日公開、アニプレックス） - 主演・坂上拓実 役[115]
- 未成年だけどコドモじゃない（2017年12月23日公開、東宝） - 主演・鶴木尚 役[116]
- ニセコイ（2018年12月21日公開、東宝） - 主演・一条楽 役（中条あやみとのW主演）[117]
- 桜のような僕の恋人（2022年3月24日公開、Netflix） - 主演・朝倉晴人 役[118][119]
- ラーゲリより愛を込めて（2022年12月9日公開、東宝） - 新谷健雄 役[120]
- おまえの罪を自白しろ（2023年10月20日公開、松竹） - 主演・宇田晄司 役[121]
- 知らないカノジョ（2025年2月28日、ギャガ） - 主演・神林リク 役[122][123]

### テレビ番組
- ガリレオヒット脳研（2009年11月14日 - 2011年8月13日、テレビ朝日） - 準レギュラー
- JMK 中島健人ラブホリ王子様（2013年7月1日 - 9月16日、日本テレビ）
- チャレンジ！夢のその先へ〜Sexy Zone中島健人・全米No.1パフォーマーと出会う〜 （2014年4月30日、NHK BSプレミアム） - 日本人のダンサー蛯名健一へのLAでの密着取材を担当[124]
- ホムカミ〜ニッポン大好き外国人 世界の村に里帰り〜 #30（2014年6月15日、TBSテレビ系） - 親善大使としてヨルダン人の里帰りに同行[125]
- さまぁ〜ずの世界のすげぇにツイテッタ〜（2014年10月12日 - 2015年3月1日、毎日放送） - レギュラー
- 林先生が驚く初耳学!（2015年4月12日 - 2021年4月11日、毎日放送） - レギュラー
  - 日曜日の初耳学（2021年4月18日 - 、毎日放送） - レギュラー[126]
- ぐるぐるナインティナイン（日本テレビ）- 「グルメチキンレース・ゴチになります!」
  - ゴチ19（2018年1月 - 2018年12月）- レギュラー[127]
  - ゴチ20（2019年1月 - 2019年12月）- レギュラー[128]
  - ゴチ21（2020年12月24日）- 増田貴久のサポーターとして出演[129]
- 痛快TV スカッとジャパン（フジテレビ）
  - キラキラ彼氏の正体（2015年6月22日）[130]
  - レシート集め彼氏（2016年2月15日）[131]
  - 神対応スカッと（2016年5月9日）[132]
  - 元カノ大好き彼氏（2016年10月17日）[133]
  - 胸キュンスカッと「レンズ越しの初恋」（2017年7月24日）[134]
  - 大人の胸キュンスカッと「クリスマスなんか忘れてたのに…」（2018年12月18日）[135]
  - 帝国ホテルの神対応（2021年9月13日）[136]
- 中島健人 ハリウッド 映画の街を行く（2020年1月26日、WOWOW）[137]
- 中島健人 ハリウッドの風を探して（2020年3月1日、WOWOW）[137][138]
- 日テレ系音楽の祭典 Premium Music 2020（2020年3月25日・5月30日、日本テレビ） - MC[32][139]
- 開局30周年無料2Days 本気でエンタメ愛スペシャル〜ここから始まるWOWOWライフ〜（2021年1月16日・17日、WOWOW） - MC[140]
- 中島健人の今、映画について知りたいコト。（2021年1月16日 - 2024年3月10日、WOWOW） - MC[141][注釈 2]
- 謎解き日本一決定戦 X 2022（2022年3月27日、MBS・TBS系） - 謎解きドラマ 主演[145]
- 中島健人 映画の旅人（2024年7月14日 - 、WOWOW）[146]
- その道のプロフェッショナルが選ぶ本当のNo.1 プロフェッショナルランキング（2024年10月7日、TBSテレビ系） - プレゼンター[147]
- めざましテレビ（フジテレビ）
  - マンスリーエンタメプレゼンター（2025年2月12日・20日・27日）[148]
  - 映画紹介コーナー『教えて！ケンティーチャー』（2025年3月31日 - 予定） - 月1レギュラーコーナー[149]
- ぶらり途中下車の旅「総武本線の旅」（2025年2月15日、日本テレビ） - 「旅人」として出演[150]

#### アカデミー賞関連番組
- 生中継！第92回アカデミー賞授賞式（2020年2月10日、WOWOW） - スペシャルゲストとして現地より生中継[151]
- めざましテレビ（2020年3月・2021年3月・2022年3月・2023年3月、フジテレビ） - 2020年から毎年アカデミー賞の予想企画「アカデミーアテデミー」に出演[152]
- 第93回アカデミー賞授賞式（2021年4月25日、WOWOW） - スペシャルゲスト[59]
- 第94回アカデミー賞授賞式（2022年3月28日、WOWOW） - スペシャルゲスト[60]
- 第94回アカデミー賞直前総予想（生放送）（2022年3月13日、WOWOW） - MC[60]
- 生中継！第95回アカデミー賞授賞式（2023年3月13日、WOWOW） - スペシャルゲストとして現地より生中継[57]
- 第95回アカデミー賞直前総予想（生放送）（2023年2月16日、WOWOW） - MC[57]
- 第96回アカデミー賞直前総予想（生放送）（2024年2月24日〉、WOWOW） - MC[153]
- 生中継！第96回アカデミー賞授賞式（2024年3月11日、WOWOW） - スタジオゲストとして出演[153]

### 配信番組
- Disney イッツ・ア・クイズワールド（2019年3月26日 - 、 Disney+） - MC[154]
- #WIP 〜THE FIRST STAR〜（2025年7月13日予定、Prime Video）[155]

### ラジオ
- Sexy Zone 中島健人のオールナイトニッポンGOLD（2022年3月30日、ニッポン放送） - パーソナリティ[156]
- 京成電鉄 presents 中島健人のエヌトワ（2025年4月5日 - 、BAYFM）[157]
- MUSIC AWARDS JAPAN 2025 RADIO:HIGHLIGHTS（2025年6月9日 - 順次放送予定、全国の民放ラジオ99局） - ナビゲーター[158]

### CM・広告
- ロッテ「トッポ」（2014年5月13日 - ）[159]
- LINE:ディズニー ツムツム
  - 「消さないの？」篇 /「雪だるまつくろう」篇（2017年3月 - ）[160]
  - 「キラキラLIVE」篇（2017年12月 - ）[161]
- 明治「ガルボ」（2019年4月 - ）[162]
- 京成電鉄「スカイライナー」（2019年10月 - ）[163][164][165][166][167][注釈 3]
- 新日本製薬
  - 「パーフェクトワン 薬用リンクルストレッチジェル」（2020年11月 - ）[169]
  - 「パーフェクトワンフォーカス」（2021年10月 - ）[170]
  - 「パーフェクトワンフォーカス センシティブライン」（2022年4月 - ）[171]
  - 「パーフェクトワンフォーカス スムースクレンジングバーム ディープブラック」（2024年3月 - ）[172]
  - 「パーフェクトワン 薬用ホワイトニングジェル」「パーフェクトワン 薬用ホワイトニングセラム」（2024年9月 - ）[173]
- WOWOW「WOWOWオンデマンド」（2021年1月 - ）[174]
- ユーキャン チャレンジユーキャン2022 通信講座（2022年1月 - ）[175]
- 湖池屋
  - 「スコーン」（2022年3月 - ）[176][177][178]
  - 「プライドポテト」（2023年2月 - ）- 相葉雅紀と共演[179]
- アサヒビール「アサヒスーパードライ 生ジョッキ缶」（2022年3月 - ） - 菊池風磨と共演[180]
- ミクシィ「モンスターストライク」
  - 「カンカンいこうぜ」篇（2022年3月 - ）[181]
  - 「カンカンいこうぜ｜マルチプレイ(親友)」篇（2022年8月 - ） - 粗品と共演[67]
  - 「呼びかけ」篇（2022年10月 - ） - 粗品と共演[182]
  - 「カンカンしてたぜ」篇（2022年12月 - ）[183]
- KATE「リップモンスター」（2023年8月 - ）[184]
- BVLGARIイル・チョコラート
  - 「ブルガリ サン・ヴァレンティーノ2024」（2024年1月23日 - 2月23日） - アンバサダー[185][186]
  - ｢コレツィオーネ・ナターレ2024｣  (2024年11月22日 - ) -  アンバサダー[187]
  - ｢コレツィオーネ・サン・ヴァレンティーノ 2025｣（2025年1月27日 - ） - アンバサダー[188]
- COACH HOLIDAY 2024（2024年11月20日 - ） - ホリデースペシャルムービー出演[189]
- HOKUSAI : ANOTHER STORY in TOKYO（2025年2月1日 - 6月1日、東急プラザ 渋谷 3F 特設イベントスペース） - スペシャルコラボアーティスト[190]
- MUSIC AWARDS JAPAN 2025（2025年5月22日） - レッドカーペットアンバサダー[191]
- MOREMO（モレモ）（2025年7月9日 - ） - ブランドアンバサダー[192]

### 舞台
- SUMMARY 2008（2008年8月2日- 9月5日、お台場・青海J地区特設会場「Johnnys Theater」）[193]
- SUMMARY 2010（2010年7月19日 - 8月29日、東京ドームシティー内 JCBホール）[194]
- SUMMARY 2011（2011年8月7日 - 9月11日、東京ドームシティホール） [195]
- ABC座 星（スター）劇場（2012年2月4日 - 29日、日生劇場）[196]
- 2015新春 JOHNNYS' World -ジャニーズ・ワールド-（2015年1月1日 - 27日、帝国劇場）- 主演（佐藤勝利と主演）[197]
- JOHNNYS' World -ジャニーズ・ワールド-（2015年12月11日 - 2016年1月27日、帝国劇場）[198]

### テレビアニメ
- 銀の匙 Silver Spoon（2014年3月6日、フジテレビ）- ゲスト出演・青山 役[199]
- 湖池屋SDGｓ劇場サスとテナ（2022年5月-、BS朝日）- 六角島ケンティ 役[200]

### 吹き替え
- トランスフォーマー/ビースト覚醒（2023年8月4日公開、東和ピクチャーズ） - ノア 役（アンソニー・ラモス）[201]

### バレーボール
- 全日本バレーボール高等学校選手権大会（2017年） - 情熱キャスター[202]

### 音楽フェス
- ROCK IN JAPAN FESTIVAL 2024（2024年8月4日、千葉市蘇我スポーツ公園） - キタニタツヤとのユニット｢GEMN｣として[44]
- FUKUOKA MUSIC FES.2025（2025年1月26日、みずほ PayPay ドーム福岡）[203]
- JAPAN JAM 2025（2025年5月4日予定、千葉市蘇我スポーツ公園）[204]

### イベント
- COACH『Spring 2025 コレクション』(2024年9月9日､ アメリカ合衆国 ニューヨーク）- 参加[205]
- 東京ゲームショウ2024「遊戯王デュエルリンクス 新ワールド開放ステージ」（2024年9月28日、幕張メッセ） - サプライズ出演[206]
- 東京コミックコンベンション2024（2024年12月7日、幕張メッセ） - Huluオリジナル『コンコルディア/Concordia』のステージに登壇[207]
- 第40回 マイナビ 東京ガールズコレクション 2025 SPRING/SUMMER (2025年3月1日、国立代々木競技場第一体育館) - シークレットゲスト出演[208]
- 令和七年度日本大学入学式（2025年4月8日、日本武道館） - サプライズ出演[209]
- 北海道日本ハムファイターズ公式戦 （2025年5月15日、エスコンフィールドHOKKAIDO）- ファーストピッチ・トークショー出演[210]

## 書籍

### 写真集
- 小学館 「映画『銀の匙 Silver Spoon』公開記念 中島健人オフィシャルフォトブック 銀の匙デイズ」（2014年2月20日）[222]

### 雑誌連載
- Myojo「キミと暮らせたら。」（2015年5月号 - ）[223]
- an・an「中島健人のKENTREND」（No.2038 2017年2月1日号 - ）[224]